# محسن الفضلی
محسن الفضلی ؛ ۲۴ آوریل ۱۹۸۱ – ۲۴ سپتامبر ۲۰۱۴) یک شبه‌نظامی اهل کویت و از افراد نزدیک به اسامه بن لادن، رهبر کشته‌شده القاعده بود.
وی رهبری گروهی موسوم به «خراسان» را برعهده داشت که در حمله هوایی آمریکا به پایگاه این گروه در سوریه در ۲۳ سپتامبر ۲۰۱۴ کشته شد. دولت آمریکا جایزه ۷ میلیون دلاری در قبال اطلاعاتی که منجر به دستگیری وی شود تعیین کرده بود. گروه خراسان گروهی است که توسط الفضلی، تشکیل شده و در سوریه مستقر شده‌است.محسن الفضلی اصلیتی کویتی داشت و از وی عناوینی چون «ابوعثامه الکویتی» و «ابوعثامه الجراوی» نیز یاد می‌شد.